# Cauchyfølge
I matematikken er en Cauchyfølge, opkaldt efter Augustin Cauchy, en følge, hvis elementer kommer vilkårligt tæt på hinanden, efterhånden som følgen skrider frem. For at være mere præcis er kravet på en Cauchyfølge, at det, ved at fjerne tilstrækkeligt mange (dog højst endeligt mange) af følgens første led, er muligt at gøre den maksimale afstand mellem to af de resterende elementer så lille, som man måtte ønske det. Denne idé er formaliseret i sproget fra matematisk analyse nedenfor.
Anvendeligheden af Cauchyfølger ligger i, at der i definitionen af dem ikke indgår tale om den potentielle grænseværdi, som følgen kunne tænkes at have. Man restringerer derfor ofte opmærksomheden til rum, der har den egenskab, at enhver Cauchyfølge er konvergent (et sådant rum kaldes et fuldstændigt metrisk rum), hvor man da får et konvergenskriterium, der udelukkende afhænger af leddene i følgen selv. Dette udnyttes ofte i algoritmer, både teoretiske og anvendte, hvor en iterativ proces kan vises at give anledning til en Cauchyfølge.
Begrebet er ikke så ubekendt, som det umiddelbart fremstår. Den almindelige accept af det faktum, at ethvert reelt tal x har en decimaludvidelse er en implicit erkendelse af, at en bestemt Cauchyfølge af rationale tal (hvis n'te led blot er x til n decimalers præcision) har den reelle grænse x.
Generaliseringer af begrebet til mere abstrakte uniforme rum eksisterer i form af Cauchyfiltre og Cauchynet.

## Reelle tal
Hvorimens Cauchyfølger typisk benyttes i den generelle ramme, som udgøres af det metriske rum (og sågar i andre kontekster, som det fremgår nedenfor), er det instruktivt først at betragte Cauchyfølger af reelle tal.
En følge
{\displaystyle x_{1},x_{2},x_{3},\ldots }
af reelle tal siges at være Cauchy, hvis det for ethvert positivt reelt tal ε er muligt at finde et positivt heltal N, sådan at der for alle naturlige tal n, m > N gælder
{\displaystyle |x_{n}-x_{m}|<\varepsilon ,}
hvor de vertikale streger betegner absolut værdi. Denne definition fanger essensen af idéen om, at vi, uanset hvor lille et tal vi bliver givet, skal opnå, at den største afstand mellem to punkter i følgen er mindre end det givne tal, hvis blot vi tillader os at fjerne et endeligt antal punkter fra begyndelsen af følgen; her N. Skrevet ud med matematiske kvantorer får definitionen følgende udseende:
{\displaystyle \forall \epsilon >0,\exists N_{\epsilon }\in \mathbb {N} ,\forall n,m\in \mathbb {N} :n,m>N\Rightarrow |x_{n}-x_{m}|\leq \epsilon .}
På helt tilsvarende vis (med den eneste ændring at "reelle tal" skal være "komplekse tal") er det også muligt at definere Cauchyfølger af komplekse tal.

### Et konkret eksempel
Betragt den reelle følge (xn), hvor xn = 1/n. Påstanden er, at denne er Cauchy. Det skal altså ifølge ovenstående til ethvert givet ε > 0 være muligt at finde et N så |1/n − 1/m| < ε, når n og m er større end N. Lad derfor til formålet et sådant ε være givet. Lad nu N være et heltal, der er større end 1/ε, så 1/N < ε. For n og m større end N gælder nu, idet det antages at m > n så |m – n| < m, at
{\displaystyle |{\tfrac {1}{n}}-{\tfrac {1}{m}}|=|{\tfrac {m-n}{nm}}|<{\tfrac {m}{nm}}={\tfrac {1}{n}}<{\tfrac {1}{N}}<\varepsilon ,}
og definitionen er altså opfyldt. Faktisk gælder generelt, at en konvergent følge er en Cauchyfølge (mens der, som det ses nedenfor, findes metriske rum, hvor det modsatte ikke er tilfældet), og da følgen (xn) ovenfor er konvergent (med grænseværdi 0), kan den også derved ses at være Cauchy.

## I et metrisk rum
Husk at et metrisk rum er en mængde sammen med en afstandsfunktion/metrik d. Den naturlige generalisering af ovenstående begreb er erstatningen af den euklidiske afstand med metrikken.
I et metrisk rum (M, d) kaldes derfor en følge
{\displaystyle x_{1},x_{2},x_{3},\ldots }
Cauchy, hvis det for ethvert positivt reelt tal ε er muligt at finde et positivt heltal N, sådan at der for alle naturlige tal n, m > N gælder
{\displaystyle d(x_{n},x_{m})<\varepsilon .}
Groft sagt kommer leddene i følgen tættere og tættere på hinanden og Cauchyfølger er altså oplagte kandidater til at være konvergente følger. Ikke desto mindre er det som nævnt muligt at lave Cauchyfølger i generelle metriske rum, der ikke konvergerer i rummet. Nøglebegrebet i studiet af konvergens er fuldstændighed, som indføres nedenfor.

## Fuldstændighed
Et metrisk rum X kaldes fuldstændigt, hvis enhver Cauchyfølge har en grænseværdi i X.

### Eksempler
De reelle tal udgør et fuldstændigt metrisk rum og en af de typiske konstruktioner af de reelle tal involverer Cauchyfølger af rationale tal.
Et andet eksempel er et metrisk rum X med den diskrete metrik (hvor der for to forskellige punkter x og y gælder d(x,y) = 1). Enhver Cauchyfølge af elementer i X må være konstant fra et bestemt tidspunkt og fremefter, og den vil konvergere mod denne konstante værdi.

### Modeksempel: Rationale tal
Mængden af rationale tal Q (med den sædvanlige afstand som metrik) er ikke fuldstændig: Der er følger af rationale tal, som konvergerer (i R) mod irrationale tal; disse er Cauchyfølger i Q, der ikke konvergerer i Q. Betragt et irrationalt tal x: Som i eksemplet i artiklens indledning vil følgen (xn), hvis n'te led er decimalopskrivningen af x afskåret til n decimaler, være en Cauchyfølge af rationale tal, som konvergerer mod den irrationale grænse x. Eksplicitte eksempler er de følgende:
- Følgen defineret ved x0 = 1, xn + 1 = (xn + 2/xn)/2 består af rationale tal (1, 3/2, 17/12, ...), men konvergerer imod det irrationale tal kvadratrod 2.
- Følgen xn = Fn/Fn − 1, hvor Fn er det n'te Fibonaccital, vil, hvis den konvergerer, konvergere mod en grænse φ, som opfylder φ² = φ + 1, og intet rationalt tal har den egenskab. Følgen vil i de reelle tal konvergere mod {\displaystyle \phi =(1+{\sqrt {5}})/2}, det gyldne snit, som er irrationalt.

### Modeksempel: Et åbent interval
Det åbne interval X = (0, 2) i mængden af reelle tal med den almindelige afstand er ikke fuldstændigt: Følgen xn = 1/n i rummet er Cauchy (på samme måde som i eksemplet ovenfor), men følgen konvergerer ikke i X – dens grænse i R, tallet 0, tilhører ikke X.

### Andre egenskaber
- Enhver konvergent følge (med en grænseværdi s) er en Cauchyfølge, da der for ethvert givet reelt tal r > 0 kan findes et N, så leddene i følgende er af afstand r/2 af s, når de er længere ude end dette N. To led i følgen vil da ligge i afstand mindre end r fra hinanden.
- Enhver Cauchyfølge af reelle (eller komplekse) tal er begrænset, da der for et eller andet N gælder at leddene i følgen fra det N'te skridt og frem er tættere end 1 fra hinanden, og hvis M er den største absolutværdi af leddene til og med N, vil ingen led i følgen have absolutværdi større end M + 1.
- I et metrisk rum er en Cauchyfølge med en konvergent delfølge (med en grænse s) selv konvergent (med samme grænse). For givet r > 0 findes et N, så hvert led i delfølgen er tættere end r/2 på s, så to led i den oprindelige følge er tættere end r/2 på hinanden, så hvert led i den oprindelige følge har afstand mindre end r til s.

Disse to sidste egenskaber giver, sammen med et lemma som bruges i beviset for Bolzano–Weierstrass' sætning, et standardbevis for fuldstændigheden af de reelle tal, som hænger tæt sammen med både Bolzano–Weierstrass' sætning og Heine–Borels sætning. Dette lemma siger, at enhver begrænset følge af reelle tal har en konvergent delfølge. Med dette faktum ved hånden, indses det, da enhver Cauchyfølge af reelle tal er begrænset, at denne Cauchyfølge har en konvergent delfølge, og altså selv er konvergent. Denne fremgangsmåde benytter implicit supremumsegenskaben ved de reelle tal, og skulle man have valgt at konstruere de reelle tal ved hjælp af Cauchyfølger som nævnt ovenfor, bliver fuldstændigheden en tautologi.
En typisk illustration af fordelen ved at arbejde med Cauchyfølger og gøre brug af fuldstændighed er betragtningen af summation af en uendelig række af reelle tal (eller mere generelt elementer i et fuldstændigt normeret vektorrum; et Banachrum). En sådan følge {\displaystyle \sum _{n=1}^{\infty }x_{n}} kaldes konvergent, hvis afsnitsfølgen (sm) er konvergent, hvor her
{\displaystyle s_{m}=\sum _{n=1}^{m}x_{n}}.
Fuldstændigheden gør det nu i stedet tilstrækkeligt at betragte størrelser som (hvor her p > q)
{\displaystyle s_{p}-s_{q}=\sum _{n=q+1}^{p}x_{n}}.

## Generaliseringer

### I topologiske vektorrum
Det er muligt at benytte Cauchyfølgekonceptet i topologiske vektorrum X: Vælg en lokal basis B for X om 0. Så kaldes (xk) en Cauchyfølge, hvis der for alle mængder V i B findes et N, så der for n, m > N gælder, at xn − xm ligger i V. Hvis topologien for X er kompatibel med en translationsinvariant metrik d, stemmer de to definitioner overens.

### I topologiske grupper
Da definitionen af en Cauchyfølge i et topologisk vektorrum blot kræver, at der er en kontinuert subtraktionsoperator, kan den også benyttes for topologiske grupper: En følge (xk) i en topologisk gruppe G er Cauchy, hvis der for enhver åben omegn U af identiteten i G findes et naturligt N, så der for m, n > N gælder, at xnxm−1 ligger i U. Som ovenfor er det tilstrækkeligt at tjekke dette krav for omegnene i en lokal basis om identiteten i G.